# Айра, Хуан
Хуа́н А́йра (исп. Juan Ayra; 23 июня 1911, Гуантанамо — 26 октября 2008, неизвестно) — кубинский футболист, вратарь, участник чемпионата мира 1938 года.

## Карьера

### Клубная
Хуан Айра играл за кубинский клуб «Сентро Гальего».

### В сборной
В составе национальной сборной он принял участие в чемпионате мира 1938 года. На поле вышел в одном матче – переигровке 1/8 финала с румынами. В других матчах турнира ворота вместо него защищал Бенито Карвахалес.
| Матчи и пропущенные голы Хуана Айры за сборную Кубы на ЧМ-1938 | Матчи и пропущенные голы Хуана Айры за сборную Кубы на ЧМ-1938 | Матчи и пропущенные голы Хуана Айры за сборную Кубы на ЧМ-1938 | Матчи и пропущенные голы Хуана Айры за сборную Кубы на ЧМ-1938 | Матчи и пропущенные голы Хуана Айры за сборную Кубы на ЧМ-1938 | Матчи и пропущенные голы Хуана Айры за сборную Кубы на ЧМ-1938 |
| -------------------------------------------------------------- | -------------------------------------------------------------- | -------------------------------------------------------------- | -------------------------------------------------------------- | -------------------------------------------------------------- | -------------------------------------------------------------- |
| №                                                              | Дата                                                           | Место проведения                                               | Соперник                                                       | Счёт                                                           | Голы                                                           |
| 1                                                              | 9 июня 1938                                                    | Тулуза, Франция                                                | Румыния                                                        | 2:1                                                            | 1                                                              |

Итого: 1 матч / 1 пропущенный гол; 1 победа, 0 ничьих, 0 поражений.